# Gunnar Schoerner
Gunnar Yngve Vilhelm Schoerner, född 24 mars 1912 i Skeppsholms församling i Stockholm, död 12 oktober 2009 i Sankt Görans församling i Stockholm, var en svensk mariningenjör och sjöofficer.

## Biografi
Schoerner avlade studentexamen i Stockholm och inledde 1932 utbildning till mariningenjör. Han avlade 1938 civilingenjörsexamen vid avdelningen för skeppsbyggnadskonst på Kungliga Tekniska högskolan i Stockholm. Därefter antogs han som marinunderingenjör med placering vid Gotlands marindistrikt och verkade som nybyggnadskontrollant för minsvepare och hjälpfartygsombud vid Oskarshamns Varv. Åren 1942–1945 tjänstgjorde han till sjöss, bland annat som fartygsingenjör på pansarskeppet Drottning Victoria. Därefter var han chef för Skrovsektionen vid Karlskrona örlogsvarv med uppehåll för att 1948–1949 tjänstgöra som fartygsingenjör under en långresa med kryssaren Gotland. Schoerner utbildades vid denna tid också i marin skyddstjänst vid USA:s flotta.
Åren 1950–1951 tjänstgjorde han som fartygsingenjör på kryssaren Tre Kronor och återvände sedan till Stockholm som tjänstgörande mariningenjör vid marinöverdirektörens expedition med övergripande ansvar för utbildningsfrågor rörande marinens personal i teknisk tjänst. Vid denna tid engagerades han också ofta som lärare och examinator vid marinens olika tekniska kurser. Han tjänstgjorde 1953–1956 vid Marinförvaltningen och var 1954–1956 chef för Projektsektionen i Fartygsbyrån där. 1956–1959 följde sjökommendering som stabsingenjör vid Kustflottan, varefter han återvände till Marinförvaltningen: först som chef för Fartygsplaneringens planeringssektion och sedan som chef för Utrustningssektionen i Fartygsbyrån. Under denna tid var djupt engagerad som sammanhållande för utvecklingen av nya torpedbåtar av Spica-klass.
Från 1963 till sin pensionering 1977 var Schoerner chef för Mariningenjörkårens personal- och utbildningsenhet med placering i Marinförvaltningen (från 1968 i Försvarets materielverk). Han utnämndes 1965 till kommendör.
Gunnar Schoerner invaldes 1958 som ledamot av Kungliga Örlogsmannasällskapet. Han var riddare av Vasaorden och under fjorton år ordförande i Stockholmsavdelningen i Föreningen Sveriges Flotta. Schoerner ägnade sig åt marinhistoria och var teknisk expert åt Wasanämnden och Sjöhistoriska museet.
Gunnar Schoerner var son till marinöverdirektören Yngve Schoerner och dennes hustru Hildur. De är alla gravsatta på Galärvarvskyrkogården i Stockholm.